# The List (The X-Files)
«The List» es el quinto episodio de la tercera temporada de la serie de televisión de ciencia ficción The X-Files. Se transmitió por primera vez en los Estados Unidos en la cadena Fox el 20 de octubre de 1995. «The List» fue escrito y dirigido por el creador de la serie Chris Carter. El episodio es una historia del «monstruo de la semana», una trama independiente que no está relacionada con la mitología más amplia de la serie. «The List» recibió una calificación Nielsen de 10,8, y fue visto por 16,72 millones de personas en su transmisión inicial, y recibió opiniones mixtas a positivas de los críticos.
El programa se centra en los agentes especiales del FBI Fox Mulder (David Duchovny) y Dana Scully (Gillian Anderson) que trabajan en casos relacionados con lo paranormal, llamados expedientes X. Mulder cree en lo paranormal, mientras que a la escéptica Scully se le ha asignado la tarea de desacreditar su trabajo. En este episodio, Mulder y Scully investigan un caso en el que un preso condenado a muerte declara que reencarnará y que, como resultado, cinco hombres morirán.
«The List» fue escrito y dirigido por Carter después del éxito del episodio de la segunda temporada «Duane Barry». Al departamento de arte de The X-Files se le encomendó la tarea de crear rápidamente un conjunto de corredor de la muerte, una hazaña que finalmente hizo que el episodio superara el presupuesto. Varias secuencias requirieron el uso de gusanos reales, un giro de los eventos que no fue popular entre el elenco, especialmente con Anderson. Más tarde, «The List» fue nominada y ganó varios premios International Monitor Awards.

## Argumento
Napoleon «Neech» Manley (Badja Djola), un recluso condenado a muerte en una prisión de Florida, es llevado a la silla eléctrica. Antes de ser ejecutado, Neech proclama que se reencarnará y se vengará de cinco hombres que lo atormentaron en prisión.
Poco después de la ejecución, Fox Mulder (David Duchovny) y Dana Scully (Gillian Anderson) investigan la prisión después de que un guardia es misteriosamente encontrado muerto en la celda de Neech. Los agentes conocen al director de la prisión, Brodeur (J. T. Walsh), quien cree que Neech planeó el asesinato del guardia con alguien del exterior antes de la ejecución. John Speranza, otro recluso, cree que Neech ha regresado. Cuando Scully explora las duchas de la prisión, se encuentra con otro guardia llamado Vincent Parmelly (Ken Foree). Afirma que otro preso, Roque (Bokeem Woodbine), lleva una lista de las cuatro víctimas restantes.
Más tarde, la cabeza de otro guardia, Fornier, se encuentra dentro de una lata de pintura. Un examen de la cabeza muestra la aparición prematura de larvas. El forense de la prisión le dice a Scully que los pulmones del primer guardia estaban completamente infestados con las larvas, pertenecientes a la mosca verde de la botella. Mientras tanto, Mulder habla con Roque, quien quiere un traslado fuera de la prisión a cambio de revelar a las tres personas restantes en la lista, pero Brodeur se niega a permitir que esto suceda. Brodeur luego encuentra el cuerpo sin cabeza de Fornier en su oficina. Mientras busca en la celda de Neech, Mulder descubre evidencia de su obsesión por la reencarnación. Los agentes hablan con la temerosa viuda de Neech, Danielle Manley (April Grace), que está viendo a Parmelly en secreto. Roque es llevado a las duchas, donde Brodeur lo golpea hasta matarlo después de revelar que es la quinta persona en la lista.
Brodeur cierra la prisión y le dice a Mulder que Neech tuvo un historial violento con las tres víctimas. Mulder cree que Neech regresó para vengarse de los guardias, pero duda que Roque estuviera en la lista. Pide que se le proporcione el nombre del verdugo de Neech, que resulta ser un voluntario llamado Perry Simon. Los agentes llegan a la casa de Simon para descubrir su cuerpo en descomposición en el ático. Mulder confronta a Speranza sobre la lista, pero Speranza solo le dice que Roque no estaba en ella. Afirma haber visto a Neech «grande como la vida» fuera de su celda. Según los registros telefónicos, Scully teoriza que el abogado de Neech, Danny Charez, pudo haber diseñado los asesinatos con Speranza. Los agentes entrevistan a Charez, quien les cuenta sobre la relación de Danielle con Parmelly; después de que se van, Charez es sofocado por un Neech resucitado. 
Brodeur visita a Speranza en su celda y se ofrece a que le conmuten la pena de muerte a cambio de detener los asesinatos. Speranza acepta la oferta. Esa noche, Parmelly visita a Danielle, quien se ha puesto nerviosa desde que Mulder y Scully comenzaron a vigilar su casa. Los agentes ahora sospechan que Parmelly está detrás de los asesinatos y se van para notificar a Brodeur, quien pide que Parmelly sea arrestado. Poco después, Danielle se despierta para ver a Neech parado en la puerta de su habitación. Ella agarra su arma y se enfrenta a Parmelly, pensando que es la forma resucitada de Neech. Los agentes y un grupo de trabajo de la policía llegan para verla disparar y matar a Parmelly. Mientras tanto, Brodeur, asumiendo que Charez y Parmelly estaban en la lista, cree que Speranza ha incumplido su trato y lo lleva a las duchas. Antes de que Brodeur lo mate, Speranza afirma que una persona permanece en la lista.
Se culpa a Parmelly de los asesinatos. Los agentes mientras se dirigen a salir de Florida, Mulder se detiene. Se frustra, ya que Parmelly estuvo de servicio durante un solo asesinato, y no era uno de los tres hombres que conocían la identidad confidencial de Perry Simon. También señala inconsistencias en las acciones de Parmelly y Roque, quien también se suponía que era parte de la trama. Mulder cree que Parmelly no fue responsable de las muertes y que Neech de hecho se había reencarnado para exigir su venganza. Sin embargo, Scully convence a Mulder de que el caso ha terminado y que deben regresar a casa. En ese momento, Brodeur pasa junto a ellos en su auto. Al mirar por el espejo retrovisor, ve a Neech, que ataca a Brodeur y hace que su automóvil se estrelle contra un árbol, reclamando su última víctima.

## Producción

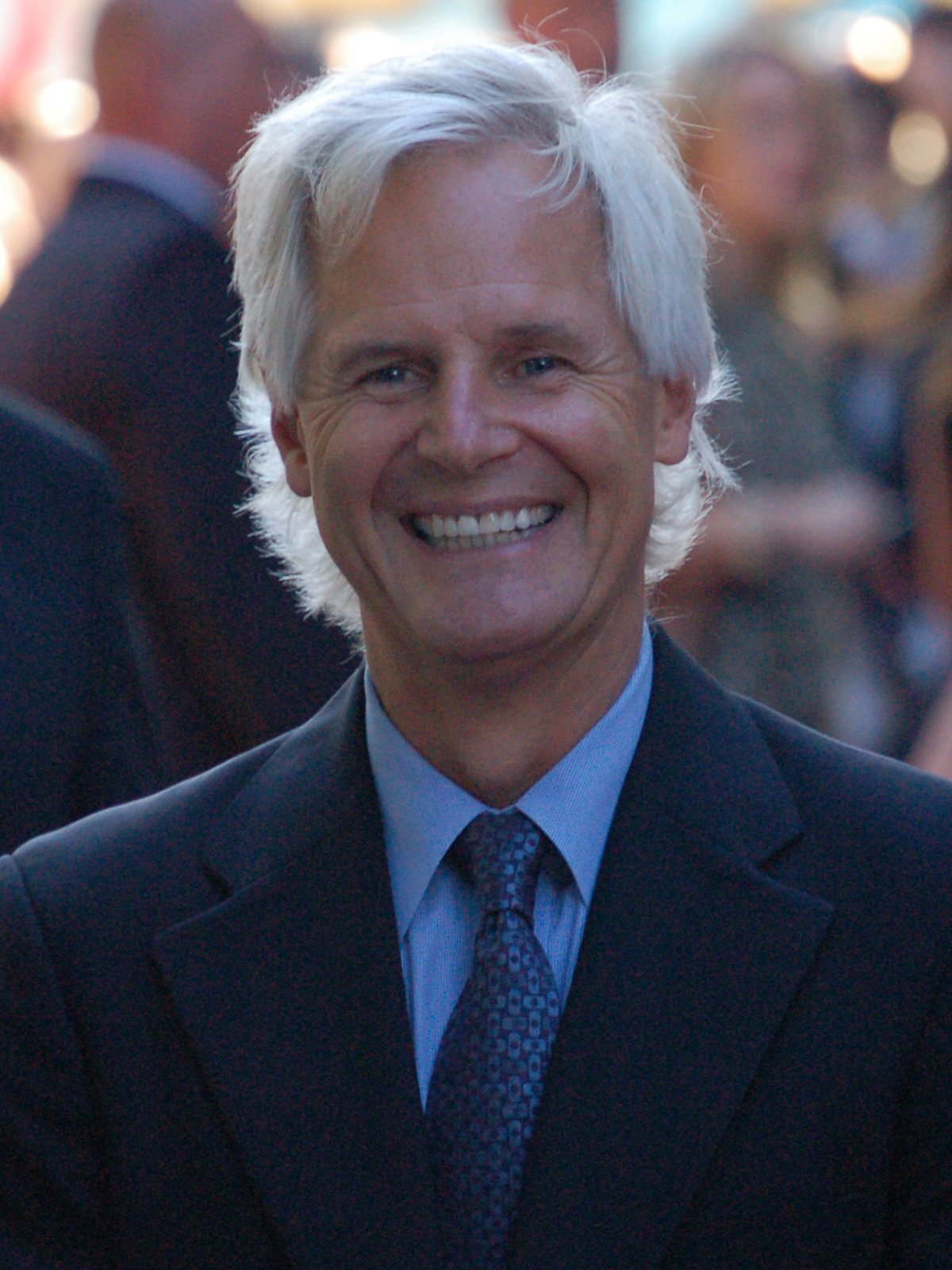
El episodio fue escrito y dirigido por Chris Carter.

«The List» fue escrito y dirigido por el creador de la serie Chris Carter, por lo que es la segunda vez que dirige un episodio después de «Duane Barry» de la segunda temporada. Para este episodio, se le pidió al departamento de arte que creara un conjunto «convincente» del corredor de la muerte «de la nada». El set tardó 10 días en construirse, lo que lo convierte en una de las asignaciones de sets más complicadas de la temporada. La construcción del set hizo que el episodio se sobrepasara con el presupuesto, pero el programa pudo reutilizar el set en la temporada en los episodios posteriores «Teso Dos Bichos» y «Talitha Cumi». Proyectos de cine y televisión no afiliados en el área del Gran Vancouver también alquilaron el set para usarlo en sus producciones.
Para muchas de las escenas, los productores del programa optaron por utilizar gusanos reales, criaturas que la coprotagonista de la serie, Gillian Anderson, llamó más tarde entre los animales más difíciles con los que trabajar. Debido a una serie de problemas, el equipo de diseño del programa no pudo crear una «réplica de cuerpo completo» de la primera víctima de asesinato, por lo que el actor que lo interpretó tuvo que acostarse en una mesa de autopsias mientras se vertían gusanos sobre su cuerpo. En otras escenas, granos de arroz se utilizaron como sustitutos de gusanos. El elaborado accidente automovilístico que aparece al final del episodio fue descrito por el coordinador de acrobacias Tony Morelli como «la secuencia de acción más desgarradora» durante la tercera temporada del programa. Con la esperanza de darle al episodio un aspecto algo diferente, los productores aplicaron un tinte verde a la película en el proceso de edición de posproducción.
El verdugo, Perry Simon, recibió su nombre de un productor ejecutivo de NBC que Carter conocía. El papel fue interpretado por Bruce Pinard, pero no fue acreditado. Joseph Patrick Finn, un productor del programa, interpretó al capellán de la prisión.

## Recepción
«The List» se estrenó en la cadena Fox en Estados Unidos el 20 de octubre de 1995. El episodio obtuvo una calificación Nielsen de 10,8, con una participación de 19, lo que significa que aproximadamente el 10,8 por ciento de todos los hogares equipados con televisión, y el 19 por ciento de los hogares que ven televisión, sintonizaron el episodio. Fue visto por un total de 16,72 millones de espectadores, y luego fue nominado a varios premios International Monitor Awards, incluyendo nominaciones a mejor director, mejor edición y mejor corrección de color. «The List» luego ganó el premio al mejor director. El editor de la historia, Frank Spotnitz, dijo sobre el episodio: «Creo que este es un episodio muy subestimado. También creo que fue un programa muy valiente y diferente y que resistirá muy bien el paso del tiempo. Creo que fue valiente porque no hay un solo personaje agradable, nadie a quien puedas apoyar. Mulder y Scully no resuelven el caso, y eso es algo que había estado interesado en hacer durante algún tiempo». Chris Carter fue nominado para un premio por el Directors Guild of America por su trabajo en este episodio.
«The List» recibió críticas mixtas a positivas de los críticos de televisión. Entertainment Weekly le dio a «The List» una B+, describiéndola como «estándar pero bien ejecutada». Zack Handlen, escribiendo para The A.V. Club, tenía sentimientos encontrados al respecto, y finalmente lo calificó con una B-. Sintió que «The List» encarnaba un episodio anodino independiente de X-Files por su concepto y guion subdesarrollados, con «intentos de drama» que no tenían profundidad, y «tramas laterales [que] tienen tan poco efecto en la narrativa principal como ser básicamente relleno». Sin embargo, Handlen elogió la cinematografía y la dirección de arte, las actuaciones de Ken Foree y J. T. Walsh, y la escena final, pero en última instancia consideró que «una vez que superas el diseño del escenario y la cinematografía, terminas con algunas buenas líneas y algunos momentos de miedo, y eso es todo».
Paula Vitaris de Cinefantastique le dio al episodio dos estrellas de cuatro. Ella elogió la dirección de Carter, pero sintió que la historia sufría en comparación con «Duane Barry» de la segunda temporada, también escrita y dirigida por Carter, que era mejor en «ambigüedad inquietante». Ella sintió que había demasiados personajes para que la audiencia los conociera y la falta de resolución dejaría a la audiencia «completamente frustrada». Otras revisiones fueron más críticas. El autor Phil Farrand escribió negativamente sobre el episodio, llamándolo su tercer episodio menos favorito de las primeras cuatro temporadas en su libro The Nitpickers Guide to the X-Files. Robert Shearman y Lars Pearson, en su libro Wanting to Believe: A Critical Guide to The X-Files, Millennium & The Lone Gunmen, calificaron el episodio con una estrella y media de cinco. Los dos criticaron positivamente la dirección de Carter, calificaron la entrada de «atractiva» y señalaron que era «una hora de televisión decididamente espeluznante». Sin embargo, se burlaron de la trama y la llamaron «apenas cocinada», escribiendo que los personajes que mueren son totalmente unidimensionales y no se desarrollan.